# Köller (Adelsgeschlecht)

Wappen derer von Köller

Köller ist der Name eines alten pommerschen Adelsgeschlechts. 

## Geschichte
Das Geschlecht erscheint urkundlich erstmals am 18. August 1280 mit dem Ritter Johannes Colnerus, Rat des Herzogs Bogislaw IV. von Pommern. Schon früh tritt es in zwei Stämmen auf, deren Zusammenhang urkundlich nicht nachweisbar ist. Belegbar dagegen sind unter anderem mit Kantreck, Karow, Schwenz, Ossecken, Hoff mit Ninikow, Schönwalde sowie Nassenheide sämtliche in Pommern gelegene Güter, welche bis 1945 als Eigentum der Familie verblieben; Dobberphul als Besitz einer bereits vor 1862 gegründeten von Köller’schen Familienstiftung Dobberphul-Reckow.

## WappenKöller
Das Wappen zeigt in Silber eine rote Raute. Auf dem Helm mit rot-silbernen Decken eine wachsende Jungfrau mit aufgelöstem Haar in von Rot und Silber geviertem Kleid, deren Kopf mit drei Messerklingen bestückt ist und die in jeder Hand eine natürliche silberne Lilie hält. Die von Köller sind wappenverwandt mit den von Schwerin, die den gleichen Schild führen. Sie sind nicht zu verwechseln mit den thüringischen von Koller anderen Wappens.

## Köller-Banner
- Dänische Adelsnaturalisation nebst Namen- und Wappenvereinigung mit dem des im Jahr 1713 ausgestorbenen dänischen Adelsgeschlechts Banner am 13. Februar 1772 auf Schloss Christiansborg für den königlich dänischen General der Infanterie Georg Ludwig von Köller-Banner (1728–1811), Gutsherr auf Görke, Kantreck, Lüttmannshagen, Dischenhagen, Moratz und Schwanteshagen in Pommern sowie Ritter des Dannebrog-Ordens.

- Preußische Adelslegitimation durch Allerhöchste Kabinettsorder vom 22. Januar 1796 unter Beilegung des väterlichen Wappens und Namens für Georg Ludwig von Köller-Banner (1776–1843), späterer Gutsherr auf Moratz Teil C, den seit 7. November 1795 legitimierten Sohn des vorgenannten gleichnamigen Generals Georg Ludwig von Köller-Banner und der königlich dänischen Hofschauspielerin Maria Morell.

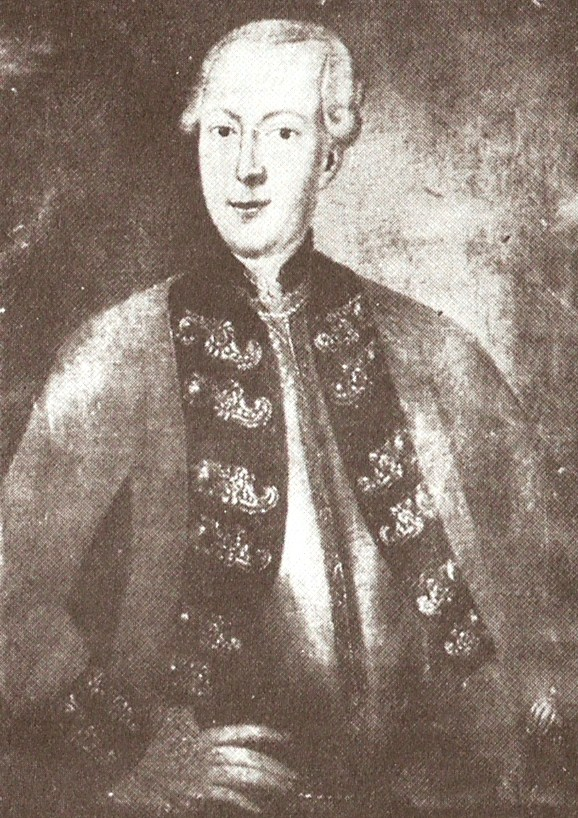
Georg Ludwig von Köller-Banner, dänischer General der Infanterie

## WappenKöller-Banner
Gespalten; rechts von Silber und Rot schrägrechts geteilt (Wappen Banner), links in Silber eine rote Raute (Wappen Köller). Zwei Helme mit rot-silbernen Decken, auf dem rechten sieben abwechselnd rote und silberne Fahnen (Wappen Banner), auf dem linken eine wachsende Jungfrau mit aufgelöstem Haar in von Rot und Silber geviertem Kleid mit rechts silbernem, links rotem Ärmel, deren Kopf mit drei Messerklingen bestückt ist und die in jeder Hand eine natürlich silberne Lilie hält (Wappen Köller).

## Bekannte Familienmitglieder
- Balthasar Köller (~1540–1602), Hauptmann, Verbitter und Klosterpropst zu Uetersen
- Heinrich Albrecht von Köller (1704–1761), preußischer Major
- Georg Ludwig von Köller-Banner (1728–1811), dänischer General
- Hans Georg Alexander Friedrich von Köller (1752–1820), Generallandschaftsdirektor von Pommern
- Georg Ludwig von Köller-Banner (1776–1843), preußischer Landschaftsrat
- Matthias von Köller (Ernst-Matthias von Köller; 1797–1883), Generallandschaftsdirektor von Pommern
- Georg von Köller (1823–1916), Präsident des Preußischen Abgeordnetenhauses
- Hugo von Köller (1828–1910), Generallandschaftsdirektor von Pommern[3]
- Leonhard von Koeller (1831–1915), preußischer Generalleutnant
- Ernst von Köller (Ernst-Matthias von Köller; 1841–1928), preußischer Innenminister
- Hugo von Köller  (1855–1939), deutscher Schriftsteller[3]
- Lebrecht von Köller (1861–1933), deutscher Verwaltungsjurist
- Albrecht von Köller (1864–1941), Generalmajor[4]
- Detlef von Köller (1866–1931), deutscher Verwaltungsbeamter
- Claus Henning von Köller (1874–1937), deutscher Verwaltungsbeamter und Rittergutsbesitzer